# Ле-Бувре
Ле-Бувре (фр. Le Bouveret) — населённый пункт коммуны Порт-Вале, региона Монте (Швейцария), кантона Вале, Швейцарии.
В Ле-Бувре существует разводной поворотный (симметричный) мост с поворотом вокруг оси Z.

## Туризм
В Ле-Бувре находится Aquaparc, Swiss Vapeur Parc — миниатюрная железная дорога — парк Швейцарии в малом формате, а также пляж.